# Chayaphon Moonsri
Chayaphon Moonsri (wcześniej Saengsuree Moonsri, znany jako Wanheng Menayothin, ur. 27 października 1985) – tajski bokser, aktualny mistrz świata WBC w kategorii słomkowej.

## Kariera zawodowa
Jako zawodowiec zadebiutował 26 stycznia 2007 r., zwyciężając jednogłośnie na punkty w 6-rundowym pojedynku. 30 marca zdobył pas WBC Youth w kategorii słomkowej, pokonując przez techniczny nokaut w 1. rundzie, Ma Yi Minga. W 2007 r. obronił ten tytuł jeszcze dwukrotnie. 31 lipca pokonał jednogłośnie na punkty (97-93, 97-93, 97-93) Dennisa Juntillano, a 24 października znokautował w 5. rundzie Armando dela Cruza.
25 kwietnia 2008 r. przystąpił do kolejnej obrony mistrzostwa świata WBC w wersji młodocianej. W Bangkoku Moonsri pokonał jednogłośnie na punkty (97-93, 97-93, 98-92) Indonezyjczyka Sofyana Effendiego. 29 sierpnia jego rywalem był debiutujący Jo Kuk Chok. Taj zwyciężył przez techniczny nokaut w 6. rundzie, udanie broniąc pasa po raz trzeci. 31 października zmierzył się z Filipińczykiem Ardinem Diale, którego pokonał jednogłośnie na punkty.
25 lutego 2009 r. obronił tytuł po raz kolejny, pokonując jednogłośnie na punkty Adi Nukunga. Po dwóch kolejnych, udanych obronach tego pasa zwakował tytuł. 24 grudnia zdobył pas WBC International w wersji tymczasowej, pokonując jednogłośnie na punkty (116-112, 117-112, 117-112) Jaysona Rotoniego. W 2010 r. stoczył tylko 2 pojedynki, broniąc dwukrotnie tymczasowy tytuł.
6 stycznia 2011 r. zdobył pas WBC International Silver, zwyciężając przez techniczną decyzję w 10. rundzie Remy’ego Cuambota. 31 marca obronił tytuł po raz kolejny, zwyciężając przez TD, niepokonanego Noliego Moralesa. 24 czerwca zmierzył się z byłym mistrzem świata IBF w wadze słomkowej Florante Condesem. Moonsri zwyciężył jednogłośnie na punkty (116-112, 116-112, 116-112), broniąc pasa WBC International Silver. W 2011 r. obronił ten pas jeszcze raz, a 11 listopada zdobył pas WBC International, wakując pas WBC International Silver. W 2012 r. trzykrotnie obronił ten tytuł.
6 listopada 2014 r. Moonsri zmierzył się o pas WBC z Meksykaninem Oswaldo Novoą. Reprezentant Tajlandii zwyciężył przez poddanie w 9. rundzie, zwyciężając 36. walkę z rzędu.
2 maja 2018 r. wygrał swoją 50 walkę z rzędu pokonując Leroya Estradę przez nokaut w 5 rundzie. Tym samym wyrównał rekord Floyda Mayweathera 50-0.
27 listopada 2020 r. po raz pierwszy w życiu przegrał walkę zawodową i po sześciu latach dominacji w słomkowej kategorii wagowej stracił pas WBC na rzecz Panya Pradabsri.